# Округ Скадар
Округ Скадар (алб. Qarku i Shkodrës) је територијална јединица на северу Албаније са седиштем у Скадру. Према попису из 2011. године у округу је живело 215.347 становника. Округ Скадар има површину од 3.562 км2 и чине га општине Скадар, Дањски Брод, Велика Малесија, Пука и Фуша-Араз.

## Демографија
Округ Скадар је 2011. године имао 215.347 становника, од чега је био 106.851 мушкарац и 108.496 жена. Округ је углавном насељен Албанцима којих је било 197.357 или 91,65%, затим следе Египћани којих је 694, Рома је било 382, Црногораца 282, док је неизјашњених било 13.665 или 6,35%. У верском погледу највише је римокатолика којих је 47,19%, затим муслимана којих је 44,84%, православаца је 0,38%, док је неизјашњених 4,94%. Албанским језиком говори 99,77% становништва.
| Национални састав према попису из 2011.‍ | Национални састав према попису из 2011.‍ | Национални састав према попису из 2011.‍ | Национални састав према попису из 2011.‍ | Национални састав према попису из 2011.‍ |
| --------------------------------------- | --------------------------------------- | --------------------------------------- | --------------------------------------- | --------------------------------------- |
|                                         |                                         |                                         |                                         |                                         |
| Албанци                                 | Албанци                                 |                                         | 197.357                                 | 91,65%                                  |
| Египћани                                | Египћани                                |                                         | 694                                     | 0,32%                                   |
| Роми                                    | Роми                                    |                                         | 382                                     | 0,18%                                   |
| Црногорци                               | Црногорци                               |                                         | 282                                     | 0,13%                                   |
| непознато                               | непознато                               |                                         | 2.719                                   | 1,26%                                   |
| неизјашњени                             | неизјашњени                             |                                         | 13.665                                  | 6,35%                                   |
| Укупно: 215.347                         |                                         |                                         |                                         |                                         |

| Верски састав према попису из 2011.‍ | Верски састав према попису из 2011.‍ | Верски састав према попису из 2011.‍ | Верски састав према попису из 2011.‍ | Верски састав према попису из 2011.‍ |
| ----------------------------------- | ----------------------------------- | ----------------------------------- | ----------------------------------- | ----------------------------------- |
|                                     |                                     |                                     |                                     |                                     |
| Католици                            | Католици                            |                                     | 101.617                             | 47,19%                              |
| Муслимани                           | Муслимани                           |                                     | 96.568                              | 44,84%                              |
| Православци                         | Православци                         |                                     | 813                                 | 0,38%                               |
| непознато                           | непознато                           |                                     | 4.347                               | 2,02%                               |
| неизјашњени                         | неизјашњени                         |                                     | 10.632                              | 4,94%                               |
| Укупно: 215.347                     |                                     |                                     |                                     |                                     |

| Језички састав према попису из 2011.‍ | Језички састав према попису из 2011.‍ | Језички састав према попису из 2011.‍ | Језички састав према попису из 2011.‍ | Језички састав према попису из 2011.‍ |
| ------------------------------------ | ------------------------------------ | ------------------------------------ | ------------------------------------ | ------------------------------------ |
|                                      |                                      |                                      |                                      |                                      |
| Албански                             | Албански                             |                                      | 214.848                              | 99,77%                               |
| Укупно: 215.347                      |                                      |                                      |                                      |                                      |